# Häfeli DH-4
Ne doit pas être confondu avec Airco DH.4.
Le Häfeli DH-4 est un prototype de chasseur suisse construit en 1918 par les Ateliers fédéraux de construction (A+C) de Thoune. C'est un chasseur monoplace  basé sur le Häfeli DH-3. Construit en bois et toile il est équipé d'une mitrailleuse.

## Historique
Avant même la livraison de la première série de Häfeli DH-3 les ateliers fédéraux de Thoune sont chargés du développement d'un monoplace de chasse. C'est une version réduite du DH-3 muni du quatrième moteur Hispano-Suiza HS-41 8 Aa de 150 ch achetés par la confédération et dont les trois premiers équipent des DH-3.
Les qualités de vol et les performances insuffisantes font que le prototype, malgré des tentatives d'améliorations n'est pas retenu et l'appareil est restitué au constructeur qui fait des tests statiques sur la cellule et recycle le moteur sur un DH-3.